# Leptoperilissus ibericus
Leptoperilissus ibericus is een insect dat behoort tot de orde vliesvleugeligen (Hymenoptera) en de familie van de gewone sluipwespen (Ichneumonidae). De wetenschappelijke naam van de soort werd voor het eerst geldig gepubliceerd door Horstmann in 1987.